# Indisch (schaakopening)
Het Indisch (ook wel de Indische opening of Indische verdediging genoemd) is een schaakopening die gekenmerkt wordt door de zetten 1. d4 Pf6.
De eerste zet van zwart is ambitieus: hij wil velden in het centrum onder controle houden, maar breekt gelijk de symmetrie van de stelling en streeft naar een ongebalanceerde partij waarin beide partijen kansen hebben op actief spel.
De tweede zet van wit is over het algemeen 2.c4, waarmee hij het veld d5 aanvalt en de zet Pc3 gevolgd door e4 kan spelen zonder zijn c-pion te blokkeren. Ook kan wit 2.Pf3 spelen, maar dit zal vaak overgaan in een andere variant.
De belangrijkste tweede zetten voor zwart zijn:
- 2...e6, waarmee zwart de zwartveldige loper bevrijdt: dit kan leiden tot het Nimzo-Indisch (3.Pc3 Lb4), Bogo-Indisch (3.Pf3 Lb4+) en het Dame-Indisch (3.Pc3 b6)
- 2...g6,  waarmee zwart een fianchetto van de zwartveldige loper voorbereidt: dit kan leiden tot het Koningsindisch (3. Pc3 Lg7) en de Grünfeld-verdediging (3. Pc3 d5)
- 2...c5, de Benoni
- 2...d6, waarmee zwart de witveldige loper bevrijdt en de zwartveldige loper naar e7 kan spelen: dit leidt tot het Oud-Indisch

Indische systemen zijn vaak hypermodern te noemen; zwart bezet het centrum niet met pionnen, maar valt het aan vanaf de vleugels, vaak door middel van een fianchetto en pionnenaanvallen als ...c5.
Als zwart op een gegeven moment, na ...e6, de zet ...d5 of ...c5 speelt, zal de opening vaak overgaan in respectievelijk het geweigerd damegambiet en de Benoni-verdediging.